# Hermann-Heinrich Behrend
Hermann-Heinrich Behrend, né le 25 août 1898 à Perleberg et mort le 19 juin 1987 à Soltau, est un militaire allemand, Generalmajor durant la Seconde Guerre mondiale.
Il a notamment été décoré de la croix de chevalier de la croix de fer avec feuilles de chêne et glaives.